# Acanthoscurria geniculata
Acanthoscurria geniculata är en spindelart som först beskrevs av Carl Ludwig Koch 1841.  Acanthoscurria geniculata ingår i släktet Acanthoscurria och familjen fågelspindlar. Inga underarter finns listade i Catalogue of Life.

## Bildgalleri

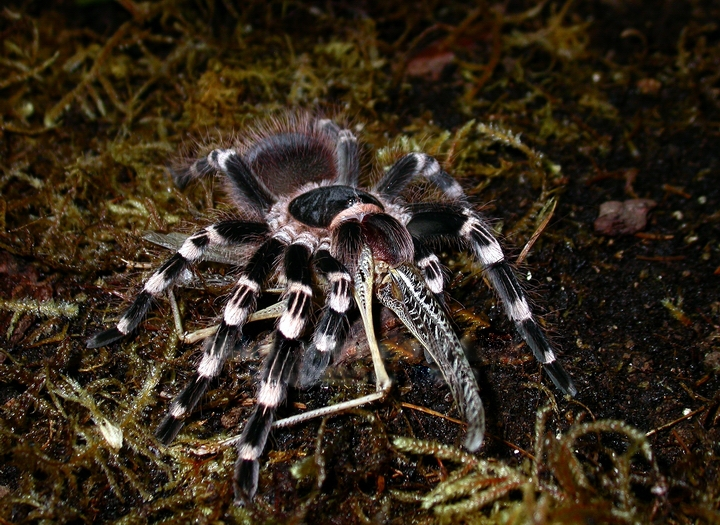
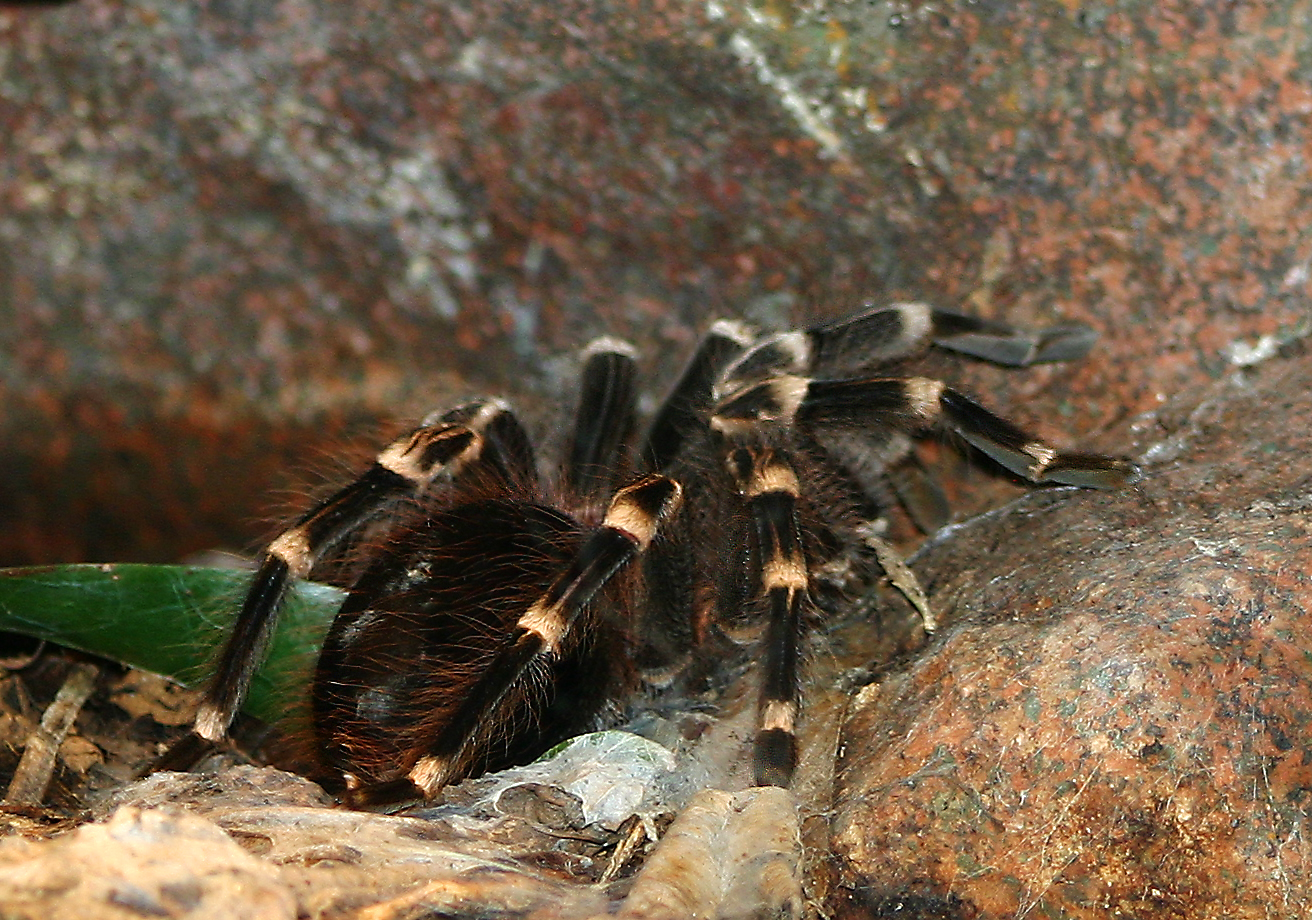
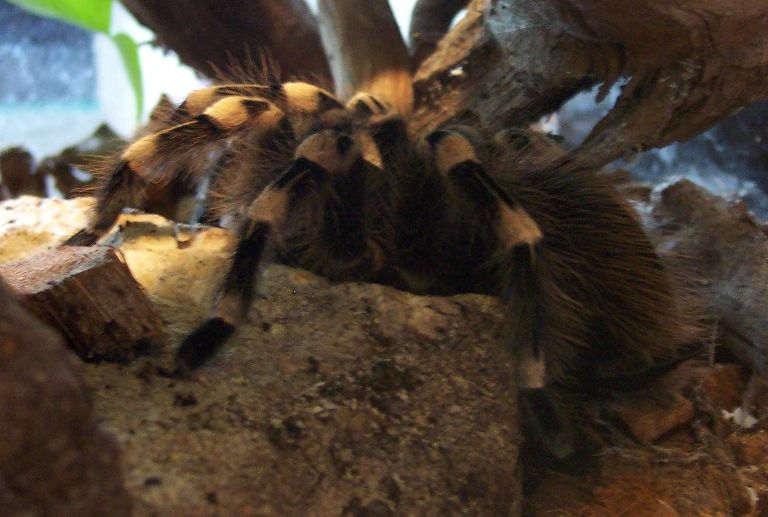
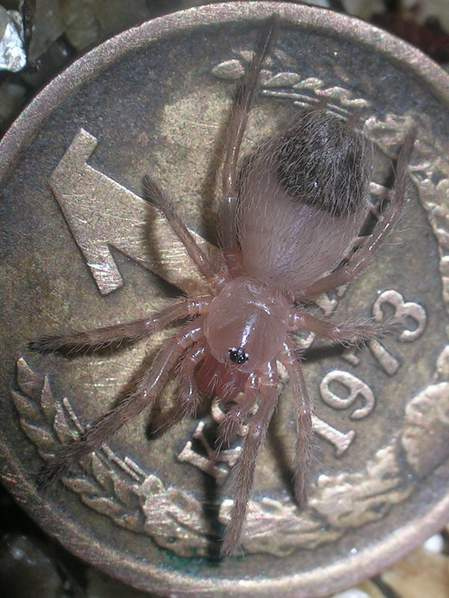
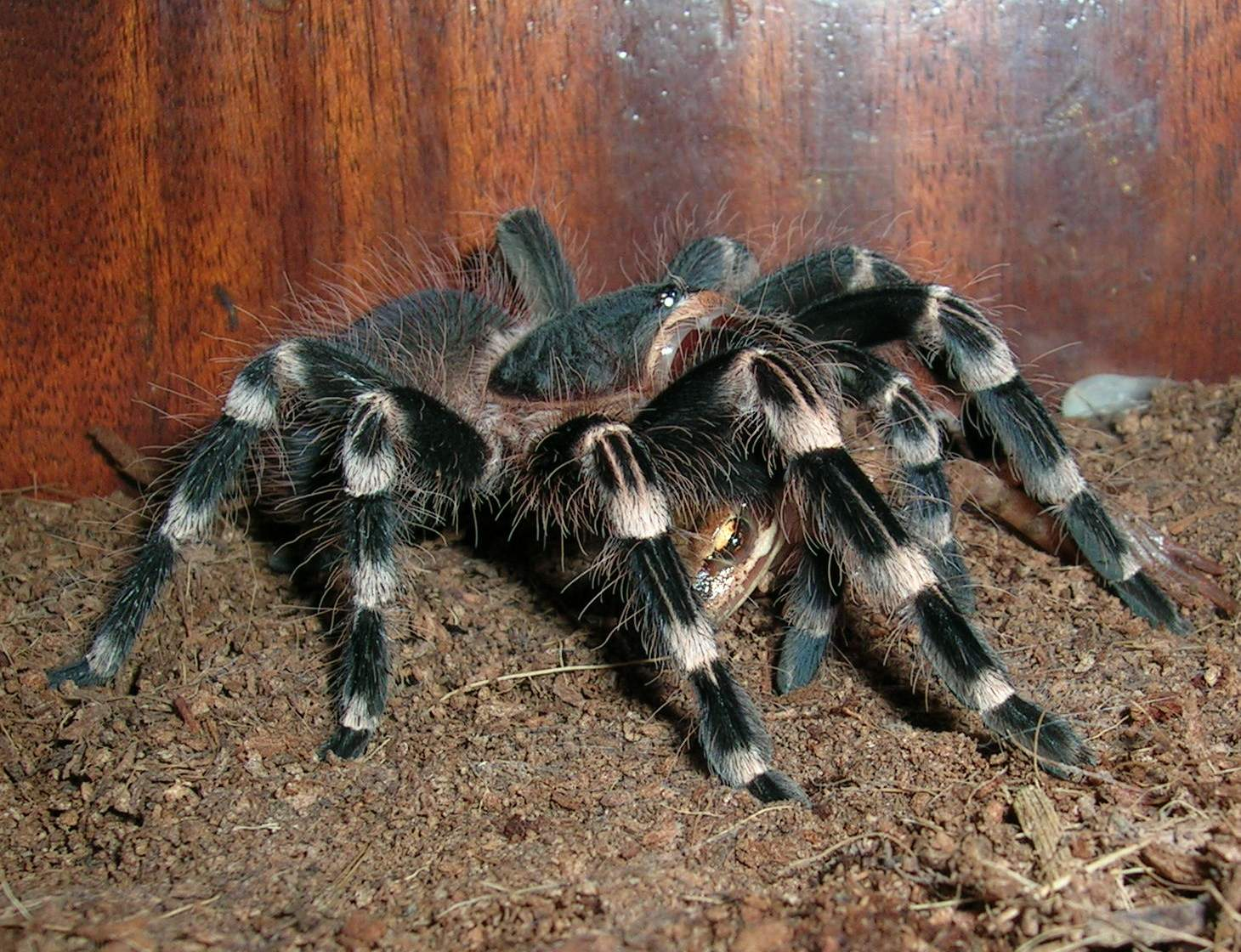